# Linzor
Linzor är en vulkan i Bolivia, på gränsen till Chile.
Toppen på Volcán Linzor är 5 605 meter över havet.
Den högsta punkten i närheten är Cerro Silala, 5 703 meter över havet, norr om Linzor.
Trakten runt Linzor är ofruktbar med lite eller ingen växtlighet.